# Belfast (chanson de Boney M.)
Pour les articles homonymes, voir Belfast (homonymie).
Singles de Boney M
Ma Baker
(1977) Rivers of Babylon
(1978)
Clip vidéo
[vidéo] « Belfast (TopPop, 1977) », sur YouTube
Belfast est une chanson du groupe Boney M. figurant sur son deuxième album studio, Love for Sale, sorti en 1977.
Plus tard dans la même année, la chanson est publiée en 45 tours. C'était le deuxième single extrait de cet album.
La chanson a atteint la 1re place en Allemagne, en Suisse et en Flandre (Belgique néerlandophone), la 2e place en Autriche et la 3e place aux Pays-Bas
Au Royaume-Uni, le single débute à la 47e place du hit-parade des singles dans la semaine du 23 au 29 octobre 1977 et commence à grimper. Finalement, dans la semaine du 11 au 17 décembre 1977 il atteint la 8e place.